# John Kyazze
John Kyazze (ur. 1 lutego 1954) – ugandyjski sztangista, uczestnik Letnich Igrzysk Olimpijskich 1984.
Startował w kategorii do 110 kilogramów. W podrzucie uzyskał 120 kilogramów, jednakże nie zaliczył żadnej próby w rwaniu i został niesklasyfikowany.